# Juillet 1914

## Événements
- 8e Assemblée générale du parti arménien Dachnak à Erzeroum. Au nom du loyalisme envers les pays où ils sont établis, les Arméniens refusent le projet allemand proposé par les Jeunes-Turcs d’organiser un soulèvement avec les Géorgiens et les Azéris contre les Russes en Transcaucasie, malgré la promesse de la création d’une Arménie autonome dans le cadre d’un État tampon transcaucasien placé sous contrôle turc. En refusant, le Dachnak est condamné à combattre du côté russe.
- Réchauffement germano-britannique dans les premiers mois de 1914. Une escadre britannique se rend à Kiel pour une visite de courtoisie.
- Exposition de Chagall à Berlin.
- Mobilisation en Turquie. L’Empire ottoman dispose d’une armée entraînée et équipée sur le modèle allemand, encadrée par de nombreux officiers allemands (von Falkeman, Liman von Sanders, etc.). L’Organisation spéciale (Techkilât-i Mashûsa), créée en août 1914 est chargée des missions d’espionnage et d’encouragement de la guerre sainte dans les possessions coloniales européennes. Elle compte 30 000 agents. Les forces ottomanes se répartissent sur un front caucasien contre la Russie ( IIIe armée d’Enver Pacha, environ 100 000 hommes), un front égyptien contre la Grande-Bretagne (IVe armée de Jamal Pacha, 80 000 hommes), des corps d’armée autour de la capitale (front des Dardanelles), des forces en Mésopotamie face à l’offensive britannique sur Bassorah.

- 1er juillet : création du Royal Naval Air Service en Grande-Bretagne.
- 2 juillet, France : vote de la loi de finances instaurant l'impôt sur le revenu des personnes physiques, qui avait été préparée par Joseph Caillaux avant sa démission.
- 4 juillet : septième édition du Grand Prix de France à Lyon. Le pilote allemand Christian Lautenschlager s'impose sur une Mercedes. À la suite de l'Attentat de Sarajevo du 28 juin, célébration à Vienne des obsèques de l'archiduc-héritier François-Ferdinand d'Autriche.
- 5 juillet :  François-Joseph Ier, empereur d'Autriche-Hongrie, dépêche un émissaire auprès de l'empereur Guillaume II d'Allemagne, dont il obtient le soutien immédiat pour ses projets de réduction de la Serbie.
- 6 juillet : décès du pilote Georges Legagneux.
- 7 juillet : À Vienne, envisageant le problème serbe, le Conseil des ministres s'accorde à penser que la guerre est préférable à une action diplomatique,
- 10 juillet : l'Allemand Boehm bat le record de durée de vol en avion sur un « Albatros » : 24 heures et 12 minutes.
- 14 juillet : l'Allemand Linnekopel bat le record d'altitude en avion sur un « D.F.W. » : 8 150 mètres.
- Au congrès national de la S.F.I.O., Jean Jaurés et Édouard Vaillant appellent à la grève générale internationale contre une guerre éventuelle.
- 15 juillet : 
  - Victoriano Huerta se retire du pouvoir après 16 mois de guerre civile. Mexico tombe aux mains des constitutionnalistes. Venustiano Carranza au pouvoir dissout l’armée fédérale. Grand propriétaire, il s’oppose à Pancho Villa et Emiliano Zapata sur la question de la réforme agraire. Villa lui déclare immédiatement la guerre.
  - Visite du président de la république française Raymond Poincaré et du président du conseil René Viviani en Russie. Retour en France le 29 juillet.
- 16 juillet, France : loi fiscale. 5 ans après la chambre des députés, le sénat adopte à son tour l’instauration de l'impôt sur le revenu, mais ajoute des déductions fiscales pour les familles avec enfants (ancêtre du quotient familial)  de 5 % par enfant jusqu'au sixième.
- Début d'un voyage en Russie pour le Président français Raymond Poincaré  et son Président du Conseil, René Viviani. Par l'intermédiaire de Sazonov, leur ministre des Affaires étrangères, les Russes promettent une attitude pacifique, mais non passive.
- 17 juillet : l'ultimatum autrichien au Royaume de Serbie est mis au point avec les Allemands.
- 19 juillet  : les Autrichiens rédigent, en des termes peu acceptables, un ultimatum en dix points destiné à la Serbie. Ce texte est approuvé par l'empereur le 21 juillet.
- 20 juillet : visite du président de la république française Raymond Poincaré et du président du conseil René Viviani en Russie. Retour en France le 23 juillet.
- 27 juillet, France : les syndicats organisent des manifestations contre la guerre.
- 28 juillet :
  - France : Henriette Caillaux est acquittée à la suite d’un procès retentissant.
  - L'Autriche-Hongrie déclare la guerre à la Serbie.
  - Bombardement de Belgrade
  - Le gouvernement serbe accepte partiellement l'ultimatum autrichien.
  - La Suède déclare sa neutralité et signe un accord avec le Danemark et la Norvège pour la préserver et protéger les intérêts économiques communs des pays scandinaves.
  - La Roumanie, les Pays-Bas et l'Espagne proclament leur neutralité;
  - À l'aube de la guerre, l'aviation militaire française compte 162 appareils de 11 modèles différents plus six dirigeables. La Grande-Bretagne aligne 84 avions et 4 dirigeables tandis que la Russie compte 190 appareils (soit pour l'ensemble des alliés 436 avions). L'Allemagne recense 232 avions et 12 dirigeables plus 56 avions pour l'Autriche-Hongrie.
- 29 juillet : le Bureau international socialiste se réunit à Bruxelles pour définir la position de la Deuxième Internationale face à la crise.
- 30 juillet :
  - Mobilisation générale en Russie.
  - Mobilisation générale en Autriche-Hongrie dans la nuit du 30 au 31 juillet.
- 31 juillet : 
  - France, décret ministériel : les remboursements des caisses d'épargne, des dépôts et comptes courants dans les banques sont sévèrement limités, les droits de douane sont suspendus pour de nombreux produits dont la prohibition de sortie est instituée.
  - Le gouvernement belge décrète la mobilisation générale après avoir refusé le passage par son territoire des troupes allemandes.
  - Le dirigeant socialiste français Jean Jaurès, favorable à la paix, est assassiné par Raoul Villain. Les pacifistes perdent leur meilleur leader.

## Naissances
- 5 juillet : Alain de Boissieu, militaire français, général d'armée, Compagnon de la Libération et gendre du général De Gaulle († 5 avril 2006).
- 7 juillet : Harry Strom, premier ministre de l'Alberta.
- 10 juillet : 
  - Jean Cailluyer, professeur d'histoire et syndicaliste français.
  - Joe Shuster, créateur du personnage de bande dessinée Superman.
- 16 juillet : Silvio Leonardi, ingénieur et homme politique italien, membre du Parti communiste. († 21 avril 1990) .
- 19 juillet : John Macalister, agent secret.
- 20 juillet : Ersilio Tonini, cardinal italien, archevêque émérite de Ravenne.
- 26 juillet : Juan Francisco Fresno Larraín, cardinal chilien, archevêque de Santiago du Chili († 14 octobre 2004).
- 27 juillet : Georges Borgeaud, écrivain suisse de langue française († 6 décembre 1998).
- 30 juillet : Béatrix Beck, écrivaine belge († 30 novembre 2008).
- 31 juillet :
  - Marcel Busieau, homme politique belge († 3 août 1995).
  - Louis de Funès, acteur français († 27 janvier 1983).
  - Raymond Aubrac, résistant français à l'Occupation nazie et au régime de Vichy pendant la Seconde Guerre mondiale († 10 avril 2012).

.

## Décès
- 2 juillet : Joseph Chamberlain.
- 9 juillet : Henry Robert Emmerson, premier ministre du Nouveau-Brunswick.
- 26 juillet : Lucienne Cayat de Castella, parachutiste française.
- 31 juillet : Jean Jaurès (assassiné), philosophe, historien et théoricien socialiste (° 1859).